# Lista țărilor după punctul de maximă altitudine

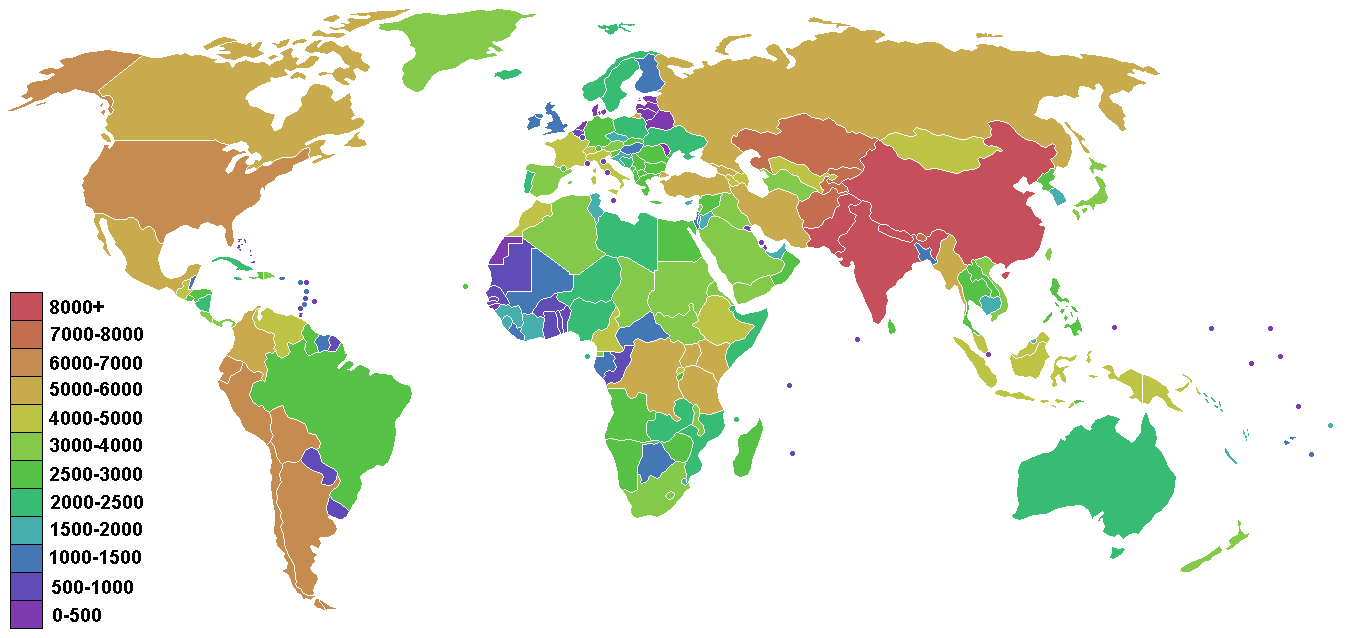
Harta lumii colorată in funcție de altitudinea maximă a fiecarei țări

Acesta este un top al statelor suverane și al teritoriilor dependente după cele mai înalte puncte în raport cu nivelul mării.

## State suverane pe deplin recunoscute
| Poz. | Țara                             | Punctul de maximă altitudine                                                                      | Înălțime                                 | Obs. |
| 1    | Nepal                            | Everest                                                                                           | 8.848 m (29.029 ft)                      |      |
| 1    | China                            | Everest                                                                                           | 8.848 m (29.029 ft)                      |      |
| 3    | Pakistan                         | K2                                                                                                | 8.611 m (28.251 ft)                      |      |
| 4    | India                            | Kangchenjunga                                                                                     | 8.586 m (28.169 ft)                      |      |
| 5    | Bhutan                           | Gangkhar Puensum                                                                                  | 7.570 m (24.836 ft)                      |      |
| 6    | Tadjikistan                      | Ismoil Somoni Peak                                                                                | 7.495 m (24.590 ft)                      |      |
| 7    | Afganistan                       | Noshaq                                                                                            | 7.492 m (24.580 ft)                      |      |
| 8    | Kârgâzstan                       | Jengish Chokusu                                                                                   | 7.439 m (24.406 ft)                      |      |
| 9    | Kazahstan                        | Khan Tengri                                                                                       | 7.010 m (22.999 ft)                      |      |
| 10   | Argentina                        | Aconcagua                                                                                         | 6.960 m (22.835 ft)                      |      |
| 11   | Chile                            | Ojos del Salado                                                                                   | 6.893 m (22.615 ft)                      |      |
| 12   | Peru                             | Huascarán                                                                                         | 6.768 m (22.205 ft)                      |      |
| 13   | Bolivia                          | Nevado Sajama                                                                                     | 6.542 m (21.463 ft)                      |      |
| 14   | Ecuador                          | Muntele Chimborazo                                                                                | 6.267 m (20.561 ft)                      |      |
| 15   | Statele Unite                    | Muntele McKinley                                                                                  | 6.194 m (20.322 ft)                      |      |
| 16   | Canada                           | Muntele Logan                                                                                     | 5.959 m (19.551 ft)                      |      |
| 17   | Tanzania                         | Kilimanjaro                                                                                       | 5.892 m (19.331 ft)                      |      |
| 18   | Myanmar                          | Hkakabo Razi                                                                                      | 5.881 m (19.295 ft)                      |      |
| 19   | Columbia                         | Pico Cristóbal Colón sau Pico Simón Bolívar                                                       | ambele c. 5.700 m (18.701 ft)            |      |
| 20   | Rusia                            | Elbrus                                                                                            | 5.642 m (18.510 ft)                      |      |
| 21   | Mexic                            | Pico de Orizaba                                                                                   | 5.636 m (18.491 ft)                      |      |
| 22   | Iran                             | Damavand                                                                                          | 5.610 m (18.406 ft)                      |      |
| 23   | Kenya                            | Batian on Mount Kenya                                                                             | 5.199 m (17.057 ft)                      |      |
| 24   | Georgia                          | Mt'a Shkhara                                                                                      | 5.193 m (17.037 ft)                      |      |
| 25   | Turcia                           | Ararat                                                                                            | 5.137 m (16.854 ft)                      |      |
| 26   | Republica Democrată Congo        | Vârful Margherita de pe Muntele Stanley                                                           | 5.110 m (16.765 ft)                      |      |
| 26   | Uganda                           | Vârful Margherita de pe Muntele Stanley                                                           | 5.110 m (16.765 ft)                      |      |
| 28   | Venezuela                        | Pico Bolívar (La Columna)                                                                         | 4.981 m (16.342 ft)                      |      |
| 29   | Indonezia                        | Mount Carstensz (Puncak Jaya)                                                                     | 4.884 m (16.024 ft)                      |      |
| 30   | Franța (Metropolitan France)     | Mont Blanc                                                                                        | 4.810 m (15.781 ft)                      |      |
| 30   | Italia                           | Monte Bianco                                                                                      | 4.810 m (15.781 ft)                      |      |
| 32   | Uzbekistan                       | Khazret Sultan                                                                                    | 4.643 m (15.233 ft)                      |      |
| 33   | Elveția                          | Dufourspitze de pe Monte Rosa                                                                     | 4.634 m (15.203 ft)                      |      |
| 34   | Etiopia                          | Ras Dejen                                                                                         | 4.550 m (14.928 ft)                      |      |
| 35   | Rwanda                           | Mount Karisimbi                                                                                   | 4.519 m (14.826 ft)                      |      |
| 36   | Papua Noua Guinee                | Mount Wilhelm                                                                                     | 4.509 m (14.793 ft)                      |      |
| 37   | Azerbaidjan                      | Bazarduzu Dagi                                                                                    | 4.485 m (14.715 ft)                      |      |
| 38   | Mongolia                         | Khüiten Peak (Huyten Orgil)                                                                       | 4.374 m (14.350 ft)                      |      |
| 39   | Guatemala                        | Volcán Tajumulco                                                                                  | 4.220 m (13.845 ft)                      |      |
| 40   | Maroc                            | Jbel Toubkal                                                                                      | 4.165 m (13.665 ft)                      |      |
| 41   | Malaysia                         | Gunung Kinabalu                                                                                   | 4.095 m (13.435 ft)                      |      |
| 42   | Armenia                          | Mount Aragats                                                                                     | 4.090 m (13.419 ft)                      |      |
| 44   | Camerun                          | Fako de pe Muntele Camerun                                                                        | 4.040 m (13.255 ft)                      |      |
| 48   | Costa Rica                       | Cerro Chirripó                                                                                    | 3.820 m (12.533 ft)                      |      |
| 49   | Austria                          | Großglockner                                                                                      | 3.798 m (12.461 ft)                      |      |
| 50   | Japonia                          | Fuji                                                                                              | 3.776 m (12.388 ft)                      |      |
| 51   | Noua Zeelandă                    | Aoraki sau Mount Cook                                                                             | 3.754 m (12.316 ft)                      |      |
| 52   | Spania                           | Teide de pe insula Tenerife din Insulele Canare                                                   | 3.718 m (12.198 ft)                      |      |
| 54   | Yemen                            | Jabal an Nabi Shu'ayb                                                                             | 3.666 m (12.028 ft)                      |      |
| 55   | Irak                             | Cheekha Dar                                                                                       | 3.611 m (11.847 ft)                      |      |
| 56   | Lesotho                          | Thabana Ntlenyana                                                                                 | 3.482 m (11.424 ft)                      |      |
| 57   | Panama                           | Volcán Barú                                                                                       | 3.475 m (11.401 ft)                      |      |
| 58   | Africa de Sud                    | Mafadi                                                                                            | 3.450 m (11.319 ft)                      |      |
| 59   | Ciad                             | Emi Koussi                                                                                        | 3.445 m (11.302 ft)                      |      |
| 60   | Sudan                            | Kinyeti                                                                                           | 3.187 m (10.456 ft)                      |      |
| 61   | Vietnam                          | Fan Si Pan                                                                                        | 3.143 m (10.312 ft)                      |      |
| 62   | Turkmenistan                     | Gora Ayrybaba                                                                                     | 3.139 m (10.299 ft)                      |      |
| 63   | Republica Dominicană             | Pico Duarte                                                                                       | 3.098 m (10.164 ft)                      |      |
| 64   | Liban                            | Qurnat as Sawda'                                                                                  | 3.088 m (10.131 ft)                      |      |
| 66   | Eritrea                          | Emba Soira                                                                                        | 3.018 m (9.902 ft)                       |      |
| 67   | Guineea Ecuatorială              | Pico Basile                                                                                       | 3.008 m (9.869 ft)                       |      |
| 68   | Algeria                          | Mount Tahat                                                                                       | 3.003 m (9.852 ft)                       |      |
| 69   | Malawi                           | Sapitwa (Mulanje Massif)                                                                          | 3.002 m (9.849 ft)                       |      |
| 70   | Arabia Saudită                   | incert (posibil Jabal Sawda)                                                                      | c. 3.000 m (9.843 ft)                    |      |
| 71   | Brazilia                         | Pico da Neblina                                                                                   | 2.994 m (9.823 ft)                       |      |
| 72   | Oman                             | Jabal Shams                                                                                       | 2.980 m (9.777 ft)                       |      |
| 73   | Timorul de Est                   | Pico do Ramelau (Mount Ramelau)                                                                   | 2.963 m (9.721 ft)                       |      |
| 74   | Germania                         | Zugspitze                                                                                         | 2.962 m (9.718 ft)                       |      |
| 75   | Filipine                         | Muntele Apo                                                                                       | 2.954 m (9.692 ft)                       |      |
| 76   | Andorra                          | Coma Pedrosa                                                                                      | 2.942 m (9.652 ft)                       |      |
| 78   | Bulgaria                         | Musala                                                                                            | 2.925 m (9.596 ft)                       |      |
| 79   | Grecia                           | Muntele Olimp                                                                                     | 2.919 m (9.577 ft)                       |      |
| 80   | Madagascar                       | Maromokotro                                                                                       | 2.876 m (9.436 ft)                       |      |
| 81   | Honduras                         | Cerro Las Minas                                                                                   | 2.870 m (9.416 ft)                       |      |
| 82   | Slovenia                         | Triglav                                                                                           | 2.864 m (9.396 ft)                       |      |
| 83   | Capul Verde                      | Mount Fogo                                                                                        | 2.829 m (9.281 ft)                       |      |
| 84   | Laos                             | Phou Bia                                                                                          | 2.817 m (9.242 ft)                       |      |
| 85   | Siria                            | Mount Hermon (Jabal el-Sheikh)                                                                    | 2.814 m (9.232 ft)                       |      |
| 86   | Albania                          | Maja e Korabit                                                                                    | 2.764 m (9.068 ft)                       |      |
| 87   | Macedonia de Nord                | Golem Korab                                                                                       | 2.764 m (9.068 ft)                       |      |
| 88   | Guyana                           | Mount Roraima                                                                                     | c. 2.750 m (9.022 ft)                    |      |
| 89   | Australia                        | Mawson Peak de pe Insula Heard                                                                    | 2.745 m (9.006 ft)                       |      |
| 90   | Coreea de Nord                   | Paektu-san                                                                                        | 2.744 m (9.003 ft)                       |      |
| 91   | El Salvador                      | Cerro El Pital                                                                                    | 2.730 m (8.957 ft)                       |      |
| 92   | Burundi                          | south east of Mount Heha                                                                          | 2.684 m (8.806 ft)                       |      |
| 93   | Haiti                            | Pic la Selle                                                                                      | 2.680 m (8.793 ft)                       |      |
| 95   | Slovacia                         | Gerlachovský štít                                                                                 | 2.655 m (8.711 ft)                       |      |
| 96   | Egipt                            | Mount Catherine                                                                                   | 2.629 m (8.625 ft)                       |      |
| 97   | Angola                           | Morro de Môco                                                                                     | 2.620 m (8.596 ft)                       |      |
| 98   | Namibia                          | Konigstein                                                                                        | 2.606 m (8.550 ft)                       |      |
| 99   | Liechtenstein                    | Grauspitz                                                                                         | 2.599 m (8.527 ft)                       |      |
| 100  | Zimbabwe                         | Mount Nyangani                                                                                    | 2.592 m (8.504 ft)                       |      |
| 101  | Thailanda                        | Doi Inthanon                                                                                      | 2.565 m (8.415 ft)                       |      |
| 102  | România                          | Vârful Moldoveanu                                                                                 | 2.544 m (8.346 ft)                       |      |
| 103  | Muntenegru                       | Zla Kolata                                                                                        | 2.534 m (8.314 ft)                       |      |
| 104  | Sri Lanka                        | Pidurutalagala                                                                                    | 2.524 m (8.281 ft)                       |      |
| 105  | Polonia                          | Rysy                                                                                              | 2.499 m (8.199 ft)                       |      |
| 106  | Norvegia                         | Galdhøpiggen                                                                                      | 2.469 m (8.100 ft)                       |      |
| 107  | Somalia                          | Shimbiris                                                                                         | 2.450 m (8.038 ft)                       |      |
| 108  | Mozambic                         | Monte Binga                                                                                       | 2.436 m (7.992 ft)                       |      |
| 109  | Nigeria                          | Chappal Waddi                                                                                     | 2.419 m (7.936 ft)                       |      |
| 110  | Bosnia și Herțegovina            | Maglić                                                                                            | 2.386 m (7.828 ft)                       |      |
| 111  | Comore                           | Le Kartala                                                                                        | 2.360 m (7.743 ft)                       |      |
| 112  | Portugalia                       | Vulcanul din Pico de pe insula Pico din insulele Azore                                            | 2.351 m (7.713 ft)                       |      |
| 113  | Insulele Solomon                 | Mount Popomanaseu                                                                                 | 2.335 m (7.661 ft)                       |      |
| 114  | Zambia                           | unnamed location in Mafinga Hills                                                                 | 2.329 m (7.641 ft)                       |      |
| 115  | Libia                            | Bikku Bitti                                                                                       | 2.267 m (7.438 ft)                       |      |
| 116  | Jamaica                          | Munții Albaștri                                                                                   | 2.256 m (7.402 ft)                       |      |
| 118  | Israel                           | Har Meron sau Mount Hermon (Controlled by Israel but internationally recognized as part of Syria) | 1.208 m (3.963 ft) or 2.236 m (7.336 ft) |      |
| 119  | Serbia                           | Midžor or Đeravica                                                                                | 2.169 m (7.116 ft) or 2.656 m (8.714 ft) |      |
| 120  | Islanda                          | Hvannadalshnúkur                                                                                  | 2.110 m (6.923 ft)                       |      |
| 121  | Nicaragua                        | Mogoton                                                                                           | 2.107 m (6.913 ft)                       |      |
| 122  | Suedia                           | Kebnekaise                                                                                        | 2.104 m (6.903 ft)                       |      |
| 123  | Ucraina                          | Hora Hoverla                                                                                      | 2.061 m (6.762 ft)                       |      |
| 125  | Djibouti                         | Mousa Ali                                                                                         | 2.028 m (6.654 ft)                       |      |
| 126  | São Tomé și Príncipe             | Pico de São Tomé                                                                                  | 2.024 m (6.640 ft)                       |      |
| 127  | Niger                            | Mont Idoukal-n-Taghès                                                                             | 2.022 m (6.634 ft)                       |      |
| 128  | Cuba                             | Pico Turquino                                                                                     | 1.974 m (6.476 ft)                       |      |
| 129  | Cipru                            | Mount Olympus                                                                                     | 1.951 m (6.401 ft)                       |      |
| 130  | Coreea de Sud                    | Halla-san (in Jeju Island)                                                                        | 1.950 m (6.398 ft)                       |      |
| 131  | Sierra Leone                     | Mount Bintumani (Loma Mansa)                                                                      | 1.948 m (6.391 ft)                       |      |
| 132  | Emiratele Arabe Unite            | Unnamed knoll west of Jabal Bil Ays                                                               | 1.910 m (6.266 ft)                       |      |
| 133  | Vanuatu                          | Mount Tabwemasana                                                                                 | 1.877 m (6.158 ft)                       |      |
| 134  | Eswatini                         | Emlembe                                                                                           | 1.862 m (6.109 ft)                       |      |
| 135  | Samoa                            | Mauga Silisili (Savaii)                                                                           | 1.857 m (6.093 ft)                       |      |
| 136  | Iordania                         | Jabal Umm ad Dami                                                                                 | 1.854 m (6.083 ft)                       |      |
| 137  | Brunei                           | Bukit Pagon                                                                                       | 1.850 m (6.070 ft)                       |      |
| 138  | Croația                          | Dinara                                                                                            | 1.831 m (6.007 ft)                       |      |
| 139  | Cambodgia                        | Phnom Aural                                                                                       | 1.810 m (5.938 ft)                       |      |
| 140  | Coasta de Fildeș                 | Mont Nimba                                                                                        | 1.752 m (5.748 ft)                       |      |
| 140  | Guineea                          | Mont Nimba                                                                                        | 1.752 m (5.748 ft)                       |      |
| 144  | Cehia                            | Sněžka                                                                                            | 1.602 m (5.256 ft)                       |      |
| 145  | Tunisia                          | Jebel ech Chambi                                                                                  | 1.544 m (5.066 ft)                       |      |
| 146  | Botswana                         | Otse Hill                                                                                         | 1.491 m (4.892 ft)                       |      |
| 148  | Dominica                         | Morne Diablotins                                                                                  | 1.447 m (4.747 ft)                       |      |
| 149  | Liberia                          | Mount Wuteve                                                                                      | 1.440 m (4.724 ft)                       |      |
| 150  | Republica Centrafricană          | Mont Ngaoui                                                                                       | 1.420 m (4.659 ft)                       |      |
| 152  | Regatul Unit                     | Ben Nevis                                                                                         | 1.344 m (4.409 ft)                       |      |
| 154  | Fiji                             | Tomanivi                                                                                          | 1.324 m (4.344 ft)                       |      |
| 154  | Finlanda                         | Halti                                                                                             | 1.324 m (4.344 ft)                       |      |
| 156  | Sfântul Vicențiu și Grenadine    | Soufrière                                                                                         | 1.234 m (4.049 ft)                       |      |
| 157  | Surinam                          | Juliana Top                                                                                       | 1.230 m (4.035 ft)                       |      |
| 158  | Sfântul Cristofor și Nevis       | Mount Liamuiga                                                                                    | 1.156 m (3.793 ft)                       |      |
| 159  | Mali                             | Hombori Tondo                                                                                     | 1.155 m (3.789 ft)                       |      |
| 160  | Belize                           | Doyle's Delight                                                                                   | 1.124 m (3.688 ft)                       |      |
| 161  | Gabon                            | Mont Bengoué                                                                                      | 1.070 m (3.510 ft)                       |      |
| 162  | Bangladesh                       | Mowdok Mual                                                                                       | 1.052 m (3.451 ft)                       |      |
| 163  | Irlanda                          | Carrauntoohil                                                                                     | 1.038 m (3.406 ft)                       |      |
| 164  | Tonga                            | unnamed location on Kao Island                                                                    | 1.033 m (3.389 ft)                       |      |
| 165  | Congo                            | Mont Nabeba                                                                                       | 1.020 m (3.346 ft)                       |      |
| 167  | Ungaria                          | Kékes                                                                                             | 1.014 m (3.327 ft)                       |      |
| 168  | Togo                             | Mont Agou                                                                                         | 986 m (3.235 ft)                         |      |
| 172  | Sfânta Lucia                     | Mount Gimie                                                                                       | 950 m (3.117 ft)                         |      |
| 173  | Trinidad și Tobago               | El Cerro del Aripo                                                                                | 940 m (3.084 ft)                         |      |
| 174  | Mauritania                       | Kediet ej Jill                                                                                    | 915 m (3.002 ft)                         |      |
| 176  | Seychelles                       | Morne Seychellois                                                                                 | 905 m (2.969 ft)                         |      |
| 178  | Ghana                            | Mount Afadjato                                                                                    | 880 m (2.887 ft)                         |      |
| 179  | Țările de Jos                    | Mount Scenery (on the Caribbean island of Saba)                                                   | 877 m (2.877 ft)                         |      |
| 181  | Paraguay                         | Cerro Peró (Cerro Tres Kandú)                                                                     | 842 m (2.762 ft)                         |      |
| 182  | Grenada                          | Mount Saint Catherine                                                                             | 840 m (2.756 ft)                         |      |
| 183  | Mauritius                        | Piton de la Petite Rivière Noire                                                                  | 828 m (2.717 ft)                         |      |
| 184  | Statele Federate ale Microneziei | Dolohmwar (Totolom)                                                                               | 791 m (2.595 ft)                         |      |
| 185  | San Marino                       | Monte Titano                                                                                      | 755 m (2.477 ft)                         |      |
| 186  | Burkina Faso                     | Tena Kourou                                                                                       | 749 m (2.457 ft)                         |      |
| 188  | Belgia                           | Signal de Botrange                                                                                | 694 m (2.277 ft)                         |      |
| 190  | Benin                            | Mont Sokbaro                                                                                      | 658 m (2.159 ft)                         |      |
| 193  | Senegal                          | unnamed feature near Nepen Diakha                                                                 | 581 m (1.906 ft)                         |      |
| 194  | Luxemburg                        | Kneiff                                                                                            | 560 m (1.837 ft)                         |      |
| 197  | Uruguay                          | Cerro Catedral                                                                                    | 514 m (1.686 ft)                         |      |
| 200  | Republica Moldova                | Dealul Bălănești                                                                                  | 430 m (1.411 ft)                         |      |
| 203  | Antigua și Barbuda               | Mount Obama                                                                                       | 402 m (1.319 ft)                         |      |
| 208  | Belarus                          | Dzyarzhynskaya Hara                                                                               | 346 m (1.135 ft)                         |      |
| 210  | Barbados                         | Mount Hillaby                                                                                     | 336 m (1.102 ft)                         |      |
| 212  | Estonia                          | Suur Munamägi                                                                                     | 318 m (1.043 ft)                         |      |
| 213  | Letonia                          | Gaizinkalns                                                                                       | 312 m (1.024 ft)                         |      |
| 214  | Kuweit                           | unnamed location                                                                                  | 306 m (1.004 ft)                         |      |
| 215  | Guinea-Bissau                    | unnamed location in the northeast corner of the country                                           | 300 m (984 ft)                           |      |
| 216  | Lituania                         | Aukštojas Hill                                                                                    | 294 m (965 ft)                           |      |
| 218  | Malta                            | Ta'Dmejrek                                                                                        | 253 m (830 ft)                           |      |
| 219  | Palau                            | Mount Ngerchelchuus                                                                               | 242 m (794 ft)                           |      |
| 223  | Danemarca                        | Møllehøj                                                                                          | 170,86 m (561 ft)                        |      |
| 224  | Singapore                        | Bukit Timah                                                                                       | 164 m (538 ft)                           |      |
| 225  | Monaco                           | Chemin des Révoires, a pathway located on the slopes of Mont Agel                                 | 161 m (528 ft)                           |      |
| 227  | Bahrain                          | Jabal ad Dukhan                                                                                   | 134 m (440 ft)                           |      |
| 229  | Qatar                            | Qurayn Abu al Bawl                                                                                | 103 m (338 ft)                           |      |
| 230  | Kiribati                         | unnamed location on Banaba                                                                        | 81 m (266 ft)                            |      |
| 232  | Vatican                          | Vatican Hill                                                                                      | 75 m (246 ft)                            |      |
| 233  | Nauru                            | Command Ridge                                                                                     | 71 m (233 ft)                            |      |
| 236  | Bahamas                          | Mount Alvernia on Cat Island                                                                      | 63 m (207 ft)                            |      |
| 237  | Gambia                           | unnamed location                                                                                  | 53 m (174 ft)                            |      |
| 241  | Insulele Marshall                | unnamed location on Likiep                                                                        | 10 m (33 ft)                             |      |
| 242  | Tuvalu                           | unnamed location                                                                                  | 5 m (16 ft)                              |      |
| 245  | Maldive                          | unnamed location on Villingili Island                                                             | 2 m (7 ft)                               |      |

## Țări cu suveranitate disputată
| Poz. | Țara               | revendicat de către | Punctul de maximă altitudine | Înălțime            | Obs. |
| 43   | Abhazia            | Georgia             | Dombai-Ulgen                 | 4.046 m (13.274 ft) |      |
| 46   | Taiwan (Taiwan)    | China               | Yushan                       | 3.952 m (12.966 ft) |      |
| 47   | Osetia de Sud      | Georgia             | Mount Khalatsa               | 3.938 m (12.920 ft) |      |
| 94   | Kosovo             | Serbia              | Đeravica                     | 2.656 m (8.714 ft)  |      |
| 166  | Palestina          | Israel              | Tall Asur                    | 1.016 m (3.333 ft)  |      |
| 199  | Sahara Occidentală | Maroc               | unnamed location             | 463 m (1.519 ft)    |      |

## Teritorii dependente sau neutre
Această secțiune conține acele țări și teritorii care sunt listate de către ISO 3166-1, dar nu apar în secțiunile de mai sus.
| Poz. | Țara sau teritoriul                        | Țara mamă                  | Punctul de maximă altitudine                         | Înălțime            | Obs.                 |
| 45   | Antarctica                                 | None, territorial claims   | Masivul Vinson                                       | 4.892 m (16.050 ft) |                      |
| 53   | Groenlanda                                 | Regatul Danemarcei         | Gunnbjørn                                            | 3.700 m (12.139 ft) |                      |
| 65   | Réunion                                    | Franța de peste mări       | Piton des Neiges                                     | 3.069 m (10.069 ft) |                      |
| 77   | Georgia de Sud și Insulele Sandwich de Sud | Marea Britanie             | Mount Paget                                          | 2.934 m (9.626 ft)  |                      |
| 116  | Polinezia Franceză                         | Franța de peste mări       | Mont Orohena                                         | 2.241 m (7.352 ft)  |                      |
| 124  | Sfânta Elena                               | Marea Britanie             | Queen Mary's Peak on Tristan da Cunha                | 2.062 m (6.765 ft)  |                      |
| 142  | Format:Country data Svalbard               | Norvegia                   | Newtontoppen                                         | 1.717 m (5.633 ft)  |                      |
| 143  | Noua Caledonie                             | Franța de peste mări       | Mont Panie                                           | 1.628 m (5.341 ft)  |                      |
| 147  | Guadelupa                                  | Franța de peste mări       | La Grande Soufrière                                  | 1.484 m (4.869 ft)  |                      |
| 151  | Martinica                                  | Franța de peste mări       | Montagne Pelee                                       | 1.397 m (4.583 ft)  |                      |
| 153  | Puerto Rico                                | Statele Unite              | Cerro de Punta                                       | 1.338 m (4.390 ft)  |                      |
| 169  | Samoa Americană                            | Statele Unite              | Lata Mountain                                        | 966 m (3.169 ft)    |                      |
| 170  | Insulele Mariane de Nord                   | Statele Unite              | unnamed location on Agrihan                          | 965 m (3.166 ft)    |                      |
| 171  | Hong Kong                                  | Republica Populară Chineză | Tai Mo Shan                                          | 958 m (3.143 ft)    |                      |
| 175  | Montserrat                                 | Marea Britanie             | Chances Peak in the Soufriere Hills volcanic complex | 915 m (3.002 ft)    |                      |
| 177  | Insulele Feroe                             | Regatul Danemarcei         | Slættaratindur                                       | 882 m (2.894 ft)    |                      |
| 180  | Guyana Franceză                            | Franța de peste mări       | Bellevue de l'Inini                                  | 851 m (2.792 ft)    |                      |
| 187  | Insulele Falkland                          | Marea Britanie             | Mount Usborne                                        | 705 m (2.313 ft)    | Claimed by Argentina |
| 189  | Mayotte                                    | Franța de peste mări       | Benara                                               | 660 m (2.165 ft)    |                      |
| 191  | Insulele Cook                              | Noua Zeelandă              | Te Manga                                             | 652 m (2.139 ft)    |                      |
| 192  | Insula Man                                 | British Crown Dependency   | Snaefell                                             | 621 m (2.037 ft)    |                      |
| 195  | Wallis și Futuna                           | Franța de peste mări       | Mont Puke                                            | 524 m (1.719 ft)    |                      |
| 196  | Insulele Virgine Britanice                 | Marea Britanie             | Mount Sage                                           | 521 m (1.709 ft)    |                      |
| 198  | Insulele Virgine Americane                 | Statele Unite              | Crown Mountain                                       | 474 m (1.555 ft)    |                      |
| 201  | Gibraltar                                  | Marea Britanie             | Rock of Gibraltar                                    | 426 m (1.398 ft)    |                      |
| 202  | Saint-Martin                               | Franța de peste mări       | Pic Paradis                                          | 424 m (1.391 ft)    |                      |
| 204  | Guam                                       | Statele Unite              | Mount Lamlam                                         | 406 m (1.332 ft)    |                      |
| 205  | Curaçao                                    | Țările de Jos              | Christoffelberg                                      | 375 m (1.230 ft)    |                      |
| 206  | Insula Crăciunului                         | Australia                  | Murray Hill                                          | 361 m (1.184 ft)    |                      |
| 207  | Insulele Pitcairn                          | Marea Britanie             | Pawala Valley Ridge                                  | 347 m (1.138 ft)    |                      |
| 209  | Sint Maarten                               | Țările de Jos              | Sentry Hill                                          | 341 m (1.119 ft)    |                      |
| 211  | Insula Norfolk                             | Australia                  | Mount Bates                                          | 319 m (1.047 ft)    |                      |
| 217  | Saint Barthélemy                           | Franța de peste mări       | Morne du Vitet                                       | 286 m (938 ft)      |                      |
| 220  | Saint Pierre și Miquelon                   | Franța de peste mări       | Morne de la Grande Montagne                          | 240 m (787 ft)      |                      |
| 221  | Aruba                                      | Țările de Jos              | Mount Jamanota                                       | 188 m (617 ft)      |                      |
| 222  | Macao                                      | Republica Populară Chineză | Coloane Alto                                         | 172 m (564 ft)      |                      |
| 226  | Jersey                                     | British Crown Dependency   | Les Platons                                          | 143 m (469 ft)      |                      |
| 228  | Guernsey                                   | British Crown Dependency   | Le Moulin, Sark                                      | 114 m (374 ft)      |                      |
| 231  | Insulele Bermude                           | Marea Britanie             | Town Hill, Bermuda                                   | 76 m (249 ft)       |                      |
| 234  | Niue                                       | Noua Zeelandă              | unnamed location near Mutalau settlement             | 68 m (223 ft)       |                      |
| 235  | Anguilla                                   | Marea Britanie             | Crocus Hill, near The Valley                         | 65 m (213 ft)       |                      |
| 238  | Insulele Turks și Caicos                   | Marea Britanie             | Blue Hills on the island of Providenciales           | 49 m (161 ft)       |                      |
| 239  | Insulele Cayman                            | Marea Britanie             | The Bluff on the island of Cayman Brac               | 43 m (141 ft)       |                      |
| 240  | Teritoriul Britanic din Oceanul Indian     | Marea Britanie             | unnamed location on Diego Garcia                     | 15 m (49 ft)        |                      |
| 243  | Insulele Cocos                             | Australia                  | unnamed location                                     | 5 m (16 ft)         |                      |
| 243  | Tokelau                                    | Noua Zeelandă              | unnamed location                                     | 5 m (16 ft)         |                      |